# أوكارو وايت
أوكارو وايت (بالإنجليزية: Okaro White)‏ مواليد 13 أغسطس 1992 في بروكلين، هو لاعب كرة سلة أمريكي. بدأ مسيرته الاحترافية في سنة 2014. يلعب مع ميامي هيت في الرابطة الوطنية لكرة السلة. يحمل الرقم 15. يبلغ طوله 6 قدم 8 بوصة (2.0 م).

## المسيرة الاحترافية
لعب مع فيرتوس بالاكانسترو بولونيا في موسم 2014–2015، ثم لعب مع نادي أريس لكرة السلة في موسم 2015–2016، ثم لعب مع ميامي هيت في سنة 2017.

## إحصائيات المسيرة

### الموسم الاعتيادي
| السنة   | الفريق    | لعب | بدأ | دقيقة | ميداني% | ثلاثية | حرة  | ارتداد | صنع | استلاب | تصدي | نقطة |
| ------- | --------- | --- | --- | ----- | ------- | ------ | ---- | ------ | --- | ------ | ---- | ---- |
| 2016–17 | ميامي هيت | 35  | 0   | 13.5  | .379    | .353   | .909 | 2.3    | .6  | .3     | .3   | 2.8  |
| المسيرة | المسيرة   | 35  | 0   | 13.5  | .379    | .353   | .909 | 2.3    | .6  | .3     | .3   | 2.8  |

## روابط خارجية
- أوكارو وايت على موقع الدوري الأوروبي لكرة السلة (الإنجليزية)
- أوكارو وايت على موقع إن بي أي (الإنجليزية)
- أوكارو وايت على موقع سبورتس رفرنس (الإنجليزية)
- أوكارو وايت على موقع كرة السلة الأوروبية.كوم (الإنجليزية)
- أوكارو وايت على موقع إي إس بي إن.كوم (الإنجليزية)
- أوكارو وايت على موقع كلية كرة السلة في سبورتس رفرنس.كوم (الإنجليزية)
- أوكارو وايت على موقع ريلجم (الإنجليزية)
- أوكارو وايت على موقع بروبوليرز (الإنجليزية)
- أوكارو وايت على موقع سبورتس رفرنس (الإنجليزية)
- أوكارو وايت على موقع سبورتس رفرنس (الإنجليزية)